# Barbély Asztrik
Barbély Asztrik János (Tata, 1796. június 21. – Füss, 1849. június 12.) Benedek rendi szerzetes, pap.

## Élete
1813. október 28-án a szerzetesrendbe lépett, 1817. augusztus 31-én letette az ünnepélyes fogadalmat. 1817–1820 közt a komáromi, 1820–1821 a győri gimnáziumban tanított. 1821–1824 közt Pannonhalmán a teológiai tanulmányoknak élt s az utóbbi év szeptember 20-án pappá szentelték.
1824–1830 közt a kőszegi gimnázium tanára, 1830–1832 közt a szentmártoni plébánia adminisztrátora, 1832–1838 közt ugyanazon minőségben egyúttal alprior volt. 1838–1839 közt a ház gondnoka, 1839–1841 közt a lázi plébánia adminisztrátora, 1841–1844 közt a tihanyi apátság könyvtárnoka, 1844–1847 közt a Szent Mauríciusz Monostor házgondnoka s a plébánia adminisztrátora; ugyanezen minőségben tevékenykedett 1847–1849-ig Füssön.

## Művei
- Diarium parochiae oppidi Szent-Márton. A. 1. sept. 1831. ad. 13. aug. 1838. connotatum (kézirat, ivrét 140 lap a pannonhalmi levéltárban).
- Egy magyar történeti lexikonhoz előkészületi töredék adatok, melyeket mint tihanyi könyvtárnok 1843-ban gyűjtött (kézirat, ivrét 520 lap.)